# Cambrils

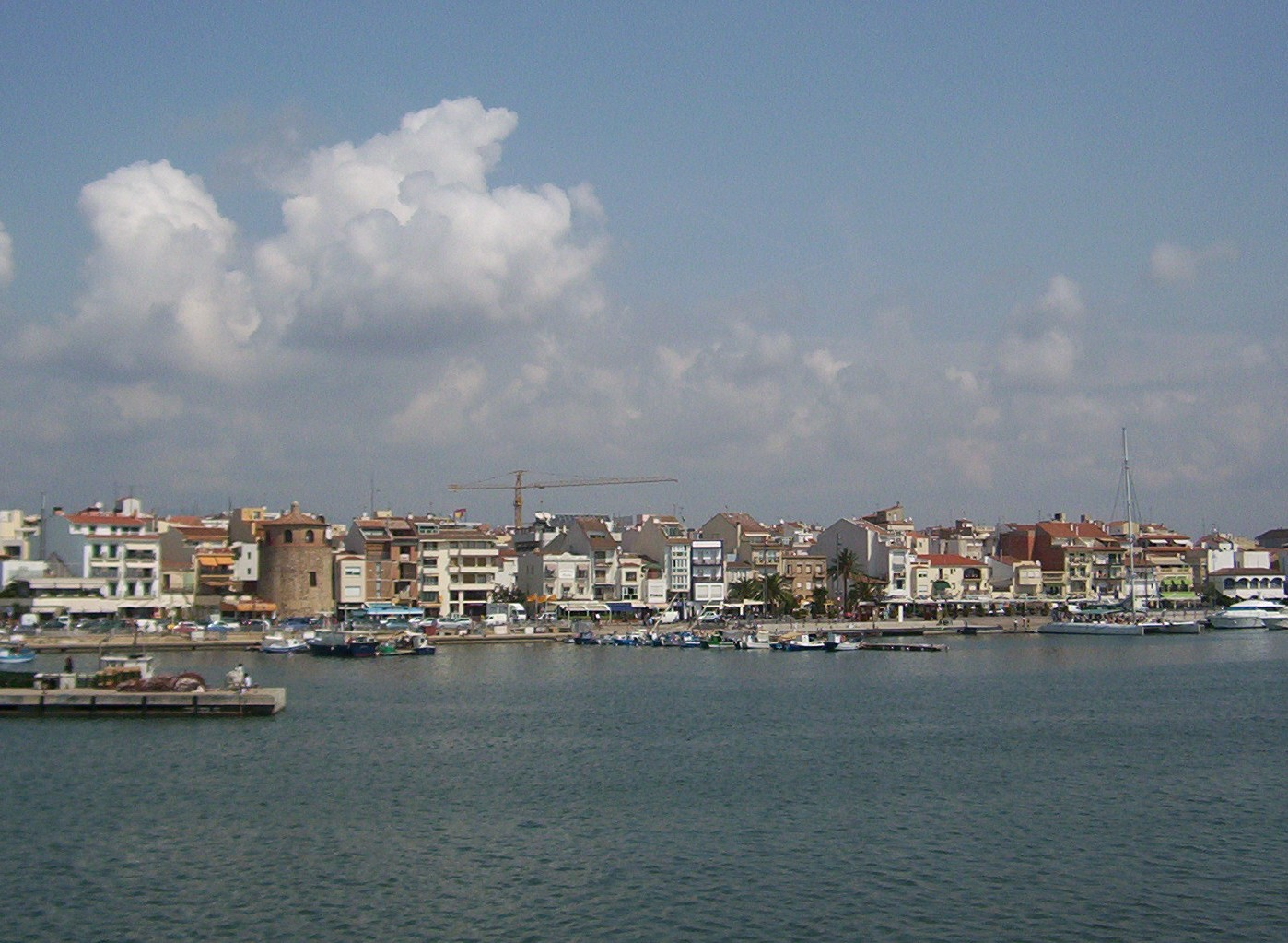
Haven van Cambrils

Cambrils is een gemeente in de Spaanse autonome regio Catalonië, in de provincie Tarragona. Cambrils telt 33.273 inwoners (1 januari 2016). Het is een van de vele badplaatsen aan de Costa Dorada.
Cambrils is onder andere bekend om zijn vissershaven.

## Demografische ontwikkeling
Bron: INE; 1857-2011: volkstellingen
Cambrils ligt op zo'n 20 km van Tarragona en zo'n 100 km van Barcelona.

## Geschiedenis
In aansluiting op de aanslag in Barcelona op 17 augustus 2017 vond in dezelfde nacht in Cambrils een mislukte terroristische aanslag plaats waarbij zes burgers en twee politieagenten gewond raakten. De vijf aanslagplegers werden door de politie gedood.

## Toerisme
Bezienswaardig is de 'Torre del Port' uit de 17e eeuw.